# Lista de línguas por número total de falantes
Esta é uma lista de línguas por número total de falantes.
É difícil definir o que constitui uma língua e não somente um dialeto. Algumas línguas, como o chinês e o árabe, cobrem diversas variações mutualmente ininteligíveis e são às vezes consideradas uma única língua e outras vezes famílias linguísticas. Por outro lado, registros coloquiais do hindi e do urdu têm inteligibilidade mútua quase completa, e são às vezes classificados como um único idioma, o hindustâni, em vez de dois idiomas separados. Tais decisões devem ser feitas com cuidado, pois não é possível desenvolver um conjunto coerente de critérios linguísticos para distinguir idiomas em um continuum dialetal.
Não existe um único critério de quanto conhecimento é suficiente para ser contado como um falante de segunda língua. Por exemplo, o inglês tem aproximadamente 400 milhões de falantes nativos, mas, dependendo do critério escolhido, pode ser dito como tendo até 2 bilhões de falantes.
Há também dificuldades em obter contagens confiáveis de falantes, que variam com o tempo devido a mudanças de população e substituições de idioma. Em algumas áreas, não há dados de censo confiáveis, os dados não são atuais, ou o censo pode não registrar línguas faladas, ou registrá-las ambiguamente. Às vezes populações de falantes são exageradas por razões políticas, ou falantes de línguas minoritárias podem ser sub-relatados em favor de uma língua nacional.

## Ethnologue(2021, 24ª edição)
Os idiomas a seguir estão listados como tendo 45 milhões ou mais de falantes totais na edição de 2021 do Ethnologue.
| Posição | Língua                  | Família          | Língua materna (L1) | Segunda língua (L2) | N° total de falantes |
| Posição | Língua                  | Família          | N° de falantes      | N° de falantes      | N° total de falantes |
| ------- | ----------------------- | ---------------- | ------------------- | ------------------- | -------------------- |
| 1       | Inglês                  | Indo-Europeia    | 369.9 milhões       | 978.2 milhões       | 1.348 bilhão         |
| 2       | Mandarim - Chinês       | Sino-Tibetano    | 921.2 milhões       | 198.7 milhões       | 1.120 bilhão         |
| 3       | Hindi                   | Indo-Europeia    | 342.2 milhões       | 258.3 milhões       | 600 milhões          |
| 4       | Espanhol                | Indo-Europeia    | 471.4 milhões       | 71.5 milhões        | 543 milhões          |
| 5       | Português               | Indo-Europeia    | 258 milhões         | 35 milhões          | 293 milhões          |
| 6       | Árabe padrão            | Afro-Asiática    | —                   | —                   | 274 milhões          |
| 7       | Bengali                 | Indo-Europeia    | 228.7 milhões       | 39.0 milhões        | 268 milhões          |
| 8       | Francês                 | Indo-Europeia    | 79.6 milhões        | 187.4 milhões       | 267 milhões          |
| 9       | Russo                   | Indo-Europeia    | 153.7 milhões       | 104.3 milhões       | 258 milhões          |
| 10      | Urdu                    | Indo-Europeia    | 69.0 milhões        | 161.0 milhões       | 230 milhões          |
| 11      | Indonésio               | Austronésia      | 43.6 milhões        | 155.4 milhões       | 199 milhões          |
| 12      | Alemão padrão           | Indo-Europeia    | 76.6 milhões        | 58.5 milhões        | 135 milhões          |
| 13      | Japonês                 | Japônica         | 126.3 milhões       | 121.500             | 126 milhões          |
| 14      | Marata                  | Indo-Europeia    | 83.1 milhões        | 16.0 milhões        | 99 milhões           |
| 15      | Telugo                  | Dravídica        | 82.6 milhões        | 13.0 milhões        | 96 milhões           |
| 16      | Turco                   | Túrquica         | 82.2 milhões        | 5.9 milhões         | 88 milhões           |
| 17      | Tâmil                   | Dravídica        | 77.5 milhões        | 8.0 milhões         | 85 milhões           |
| 18      | Chinês yue              | Sino-Tibetana    | 84.9 milhões        | 402.000             | 85 milhões           |
| 19      | Chinês wu               | Sino-Tibetana    | 81.7 milhões        | 63.000              | 82 milhões           |
| 20      | Coreano                 | Coreânica        | —                   | —                   | 82 milhões           |
| 21      | Vietnamita              | Austro-Asiática  | 76.1 milhões        | 745.000             | 77 milhões           |
| 22      | Hauçá                   | Afro-Asiática    | 48.6 milhões        | 26.3 milhões        | 75 milhões           |
| 23      | Persa iraniano          | Indo-Europeia    | 56.3 milhões        | 17.9 milhões        | 74 milhões           |
| 24      | Árabe coloquial egípcio | Afro-Asiática    | —                   | —                   | 70 milhões           |
| 25      | Suaíli                  | Nigero-Congolesa | 16.3 milhões        | 52.9 milhões        | 69 milhões           |
| 26      | Javanês                 | Austronésia      | —                   | —                   | 68 milhões           |
| 27      | Italiano                | Indo-Europeia    | 64.8 milhões        | 3.1 milhões         | 68 milhões           |
| 28      | Punjabi ocidental       | Indo-Europeia    | —                   | — milhões           | 65 milhões           |
| 29      | Guzerate                | Indo-Europeia    | 56.9 milhões        | 5.0 milhões         | 62 milhões           |
| 30      | Tailandês               | Kra-Dai          | 20.7 milhões        | 40.0 milhões        | 61 milhões           |
| 31      | Canarim                 | Dravídica        | 43.6 milhões        | 15.0 milhões        | 59 milhões           |
| 32      | Amárico                 | Afro-Asiática    | 32.3 milhões        | 25.1 milhões        | 57 milhões           |
| 33      | Boiapuri                | Indo-Europeia    | 52.3 milhões        | 160.000             | 52 milhões           |
| 34      | Punjabi oriental        | Indo-Europeia    | 48.6 milhões        | 3.6 milhões         | 52 milhões           |

AVISO
Os dados no texto foram retirados segundo livros NÃO oficiais. É importante estar ciente de que pode haver erros.